# Резолюция 193 на Съвета за сигурност на ООН
Резолюция 193 на Съвета за сигурност на ООН е приета на 9 август 1964 г. по повод Кипърския въпрос.
Обезпокоен от влошаването на ситуацията на остров Кипър и поддържайки предишните си резолюции по въпроса, Съветът за сигурност повтаря призива на своя председател, отправен към правителствата на Турция и Република Кипър, с който от правителството на Турция се изисква незабавно да прекрати бомбардировките и употребата на военни сили срещу Кипър, а от това на Република Кипър – да заповяда на въоръжените си сили под негов контрол незабавно да прекратят огъня. Резолюция 193 призовава всички участващи в конфликта към незабавно прекратяване на огъня и да си сътрудничат с командващия Мироопазващите сили на ООН в Кипър за възстановяването на мира и сигурността на острова. Освен това с резолюцията Съветът за сигурност призовава всички държави да се въздържат от действия, които могат да доведат до изостряне на положението и до разрастване на бойните действия.
Резолюция 193 е приета с мнозинство от 9 гласа „за“ при 2-ма „въздържали се“ от страна на Чехословакия и Съветския съюз.